# Martinet tigrat africà
El martinet tigrat africà (Tigriornis leucolopha) és una espècie d'ocell de la família dels ardèids (Ardeidae), únic del gènere Tigriornis. Molt relacionat amb els agrons tigrats de Sud-amèrica. Habita l'Àfrica subsahariana.

Àrea de distribució de Tigriornis leucolopha

Fa una llargària de 66 - 80 cm. Disseny general de color de fines vires marró, negre i vermellós, amb la zona inferior una mica més clara. Té un floc de plomes erèctils blanques al cap, només visible quan els redreça. Cap i coll de color negre. Bec llarg i prim, amb la mandíbula superior negra o molt fosca i la inferior groc verdós. Iris groc. Les puntes de les ales són de color blanc.
Viu en zones humides dins de l'àrea de selva d'Àfrica central i Occidental. També en boscos de ribera i manglars.
La seva dieta inclou petits peixos, crustacis, granotes, serps i insectes. Hom coneix poc de la seva biologia reproductiva. Cria en solitari sobre alts arbres.